# Ditmar Šenher
Ditmar Šenher (Inzbruk, 17. maja 1926. u Inzbruku; † 18. jul 2014. Ibiza) bio je austrijski glumac, pevač, voditelj, pisac, prevodilac i režiser.

## Život
Ditmar Šenher je rođen 17. maja 1926. u Insbruku u austrijskoj pokrajini Tirol. Za vreme Drugog svetskog rata bio je pripadnik nemačkog Vermahta iż kog je dezertirao neposredno pred kraj rata 1945. 
Posle rata je postao jedan od najpoznatijih austrijskih umetnika i takođe se bavio mnogobrojnim političkim i socijalnim projektima.
Pogotovo se bavio sećanjem na holokaust u Austriji. Takođe je organizovao veliki projekat za pomoć siromašnima u Nikaragvi, taj projekat je za njega lično najznačajnije delo njegovog života.

## Spoljašnje veze
- ständig aktualisierte Sendeliste von Fernsehfilmen mit Schönherr
- „Ibiza – die Insel ist für mich Magie“, ibiza-heute.de, Mai 2006, Reportage mit Bildergalerie
- An die Hoffnung glauben – Dietmar Schönherr erzählt aus seinem Leben in der WDR 5-Reihe Erlebte Geschichten vom 21. Mai 2006
- Porträtaufnahmen Schönherrs während der Dreharbeiten zu Wintermelodie, 1946
- Schönherrs Synchronsprechrollen auf synchrondatenbank.de
- Dokumentation Der Mann aus Tirol – Dietmar Schönherr von ORF, Видео на веб-сајту .

Projekte in Nicaragua
- »Pan y Arte«, von Dietmar Schönherr gegründet
- »Casa de los Tres Mundos«, Kulturstiftung von Dietmar Schönherr in Nicaragua
- Dietmar Schönherrs Aktivitäten in und für Nicaragua Архивирано на веб-сајту  (17. јануар 2014), Offizielle Webseite des Honorarkonsulats der Republik Nicaragua

- Ditmar Šenher на веб-сајту  (језик: енглески)

- Ditmar Šenher на веб-сајту  (језик: енглески)